# Calosoma subaeneum
Calosoma subaeneum är en skalbaggsart som beskrevs av Maximilien de Chaudoir. Calosoma subaeneum ingår i släktet Calosoma och familjen jordlöpare. Inga underarter finns listade i Catalogue of Life.